# Andrey Melnichenko (ski de fond)
Andrey Leonidovich Melnichenko (en russe : Андрей Леонидович Мельниченко) est un fondeur russe, né le 21 mai 1992 à Krasnoïarsk. Il est spécialiste des épreuves de distance et obtient plusieurs top dix dans les courses par étapes, dont le Tour de ski.

## Biographie
Il commence sa carrière dans des compétitions officielles lors de l'hiver 2010-2011. Pendant des années, il prend part essentiellement à la Coupe d'Europe de l'Est, montant sur son premier podium en 2013 et gagnant sa première manche en janvier 2016. Il obtient sa première sélection en équipe nationale aux Championnats du monde des moins de 23 ans à Almaty en 2015.
En janvier 2016, aussi, il fait ses débuts en Coupe du monde, à Nové Město na Moravě, où il se classe 22e du quinze kilomètres, ce qui l'attribue ses premiers points. Il est sélectionné pour le Tour de ski 2016-2017, où il finit 27e. Il est ensuite sélectionné pour ses premiers championnats du monde à Lahti, où il est 28e du cinquante kilomètres.
En 2018, aux Jeux olympiques de Pyongchang, il est 48e du sprint, 14e du quinze kilomètres libre et 29e du skiathlon.
Il commence bien la saison 2018-2019, puisqu'il obtient une cinquième place au mini-tour de Lillehammer puis se classe troisième du trente kilomètres libre de Beitostølen, premier podium en Coupe du monde. Il est ensuite sixième du Tour de ski.
Lors de la saison 2020-2021, il est d'abord neuvième du Nordic Opening à Ruka, puis deuxième du quinze kilomètres libre de Davos, où les Russes sont auteurs d'un quadruplé. Il enchaîne avec une septième place sur le Tour de ski, qui l'aide à finir pour la première fois dans le top dix du classement général de la Coupe du monde avec le huitième rang. Aux Championnats du monde, à Oberstdorf, il achève sa seule course, le quinze kilomètres libre au douzième rang.

## Palmarès

### Jeux olympiques d'hiver
| Épreuve / Édition   | Sprint                           | Sprint    | 15 km | 15 km                            | Skiathlon 2 × 15 km | 50 km | Relais | Relais    |
| Épreuve / Édition   | libre                            | classique | libre | classique                        | Skiathlon 2 × 15 km | 50 km | Sprint | 4 × 10 km |
| JO 2018 Pyeongchang | Épreuve inexistante à cette date | 48e       | 14e   | Épreuve inexistante à cette date | 29e                 | —     | —      | —         |

Légende :
- : première place, médaille d'or
- : deuxième place, médaille d'argent
- : troisième place, médaille de bronze
- : pas d'épreuve
- — : Non disputée par Melnichenko

### Championnats du monde
| Épreuve / Édition        | Sprint                           | Sprint                           | 15 km                            | 15 km                            | Skiathlon 2 × 15 km | 50 km | Relais | Relais    |
| Épreuve / Édition        | libre                            | classique                        | libre                            | classique                        | Skiathlon 2 × 15 km | 50 km | Sprint | 4 × 10 km |
| Mondiaux 2017 Lahti      | —                                | Épreuve inexistante à cette date | Épreuve inexistante à cette date | —                                | —                   | 28e   | —      | —         |
| Mondiaux 2019 Seefeld    | —                                | Épreuve inexistante à cette date | Épreuve inexistante à cette date | —                                | 13e                 | 13e   | —      | —         |
| Mondiaux 2021 Oberstdorf | Épreuve inexistante à cette date | -                                | 12e                              | Épreuve inexistante à cette date | —                   | -     | -      | -         |

Légende :
- : pas d'épreuve
- — : Non disputée par Melnichenko

### Coupe du monde
- Meilleur classement général : 8e en 2021.
- 2 podiums individuels : 1 deuxième place et 1 troisième place.
- 5 podiums en relais : 3 deuxièmes places et 2 deuxièmes places.

#### Classements en Coupe du monde
| Saison / Épreuve | Saison / Épreuve | Général | Général | Distance | Distance | Sprint | Sprint |
| Saison / Épreuve | Saison / Épreuve | Class.  | Points  | Class.   | Points   | Class. | Points |
| ---------------- | ---------------- | ------- | ------- | -------- | -------- | ------ | ------ |
| 2016             | 2016             | 128e    | 9       | 77e      | 9        | -      | -      |
| 2017             | 2017             | 91e     | 42      | 68e      | 26       | -      | -      |
| 2018             | 2018             | 61e     | 80      | 70e      | 25       | 79e    | 7      |
| 2019             | 2019             | 14e     | 577     | 8e       | 331      | 45e    | 40     |
| 2020             | 2020             | 11e     | 625     | 11e      | 365      | 32e    | 60     |
| 2021             | 2021             | 8e      | 586     | 6e       | 319      | 27e    | 65     |

#### Tour de ski
- 6e en 2019.
- 1 podium d'étape.

#### Nordic Opening
- 9e en 2020-2021.
- 1 podium d'étape.

### Championnats de Russie
- Vainqueur du quinze kilomètres libre en 2019.